# Frontera entre França i Kiribati
La frontera entre França i Kiribati es completament marítima i es troba a l'oceà Pacífic. Delimita la zona econòmica exclusiva entre Kiribati i la Polinèsia Francesa segons un tractat signat per ambdós estats a Tarawa el 18 de desembre de 2002. Separa els les illes d'Ahe, Mataiva, Rangiroa, Tikehau, Tupai i Bellinghausen a les Tuamotu dels atols de Flint a Kiribati.